# Aldo Donadello
Aldo Donadello (Marostica, 19 aprile 1953) è un ex ciclista su strada italiano.
Professionista dal 1976 al 1983. 

## Carriera
Gregario, corse fra i dilettanti nella prima metà degli anni '70, prima con il Gruppo Sportivo Pejo e poi con l'Unione Ciclistica Riese Navobi. In quegli anni vinse due edizioni della Astico-Brenta (1974 e 1975) e si aggiudicò la quarta tappa del Giro della Val d'Aosta del 1975.
Nel 1976 passò fra i professionisti con la Sanson-Campagnolo, partecipando al suo primo Giro d'Italia nel 1977 (complessivamente in carriera ha preso parte a sette edizioni della corsa rosa, sempre arrivando al traguardo finale). 
Nel 1978 si trasferì alla Fiorella Mocassini, restandovi per una stagione. Dal 1979 corse per la Bianchi-Piaggio: al primo anno prese parte al suo unico Tour de France (ottenendo come miglior piazzamento un terzo posto alla 12ª tappa); rimase nella squadra per cinque stagioni. Concluse la carriera professionistica nel 1983. 
Successivamente fu direttore sportivo, nel 1996 con la Ideal-Aster Lichy di Marino Basso.

## Palmarès
- 1974-1975 (dilettanti)

Astico-Brenta
- 1975 (dilettanti)

Giro della Val d'Aosta:  4ª tappa

## Piazzamenti

### Grandi Giri
- Giro d'Italia

1977: 38º
1978: 33º
1979: 43º
1980: 36º
1980: 57º
1981: 84º
1982: 87º
- Tour de France

1979: rit.